# Henriette de Verninac
Henriette de Verninac (1780–1827) fue hija de Charles-François Delacroix, ministro de Asuntos Exteriores bajo el Directorio, y esposa del diplomático Raymond de Verninac Saint-Maur. Es conocida por el famoso retrato que le pintó Jacques-Louis David.

## Primeros años
Henriette Delacroix nació en 1780.
Su padre era Charles -François Delacroix (o Lacroix), ministro de Asuntos Exteriores bajo el Directorio. Era la segunda de cuatro hijos. Su hermano mayor Charles fue general durante el Primer Imperio francés. Su hermano menor era Henri y el hermano más joven era el pintor Eugène Delacroix (1798–1863), nacido dieciocho años después que ella.

## Matrimonio
En 1798 Henriette se casó con Raymond de Verninac-Saint-Maur (1762-1822).
uno  de los tres comisionados delegados para resolver la anexión de Aviñón en 1791.
Raymond de Verninac fue ministro en Suecia de 1792 a 1793, cuando Luis XVI fue ejecutado y las relaciones se rompieron.
De 1795-97 fue ministro ante la Sublime Puerta del sultán Selim III.

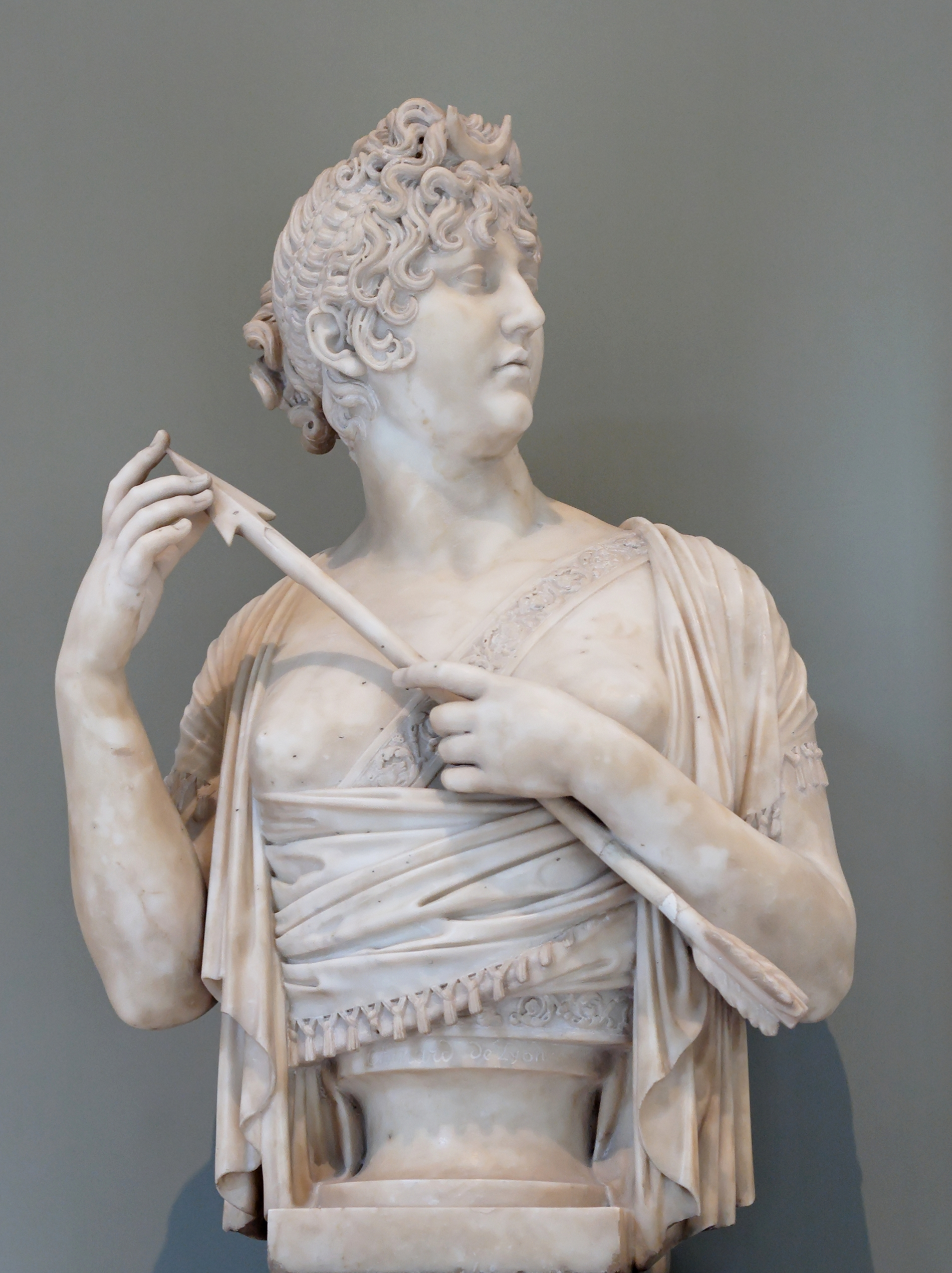
Madame de Verninac como Diana Cazadora, por Joseph Chinard.

Durante el Consulado (1799-1804) Verninac fue prefecto del departamento del Ródano. Los Verninac se mudaron entonces a Lyon. Jacques-Louis David pintó su retrato en 1799. La pintura suavemente sensual de estilo neoclásico muestra a Henriette con un vestido "a la antigua" inspirado en las túnicas grecorromanas, popular durante el Directorio. En 1808 Joseph Chinard esculpió a Henriette en un busto como Diana Cazadora preparando sus flechas. Ambos trabajos se guardan en el Museo del Louvre.
De 1802-05 Raymond de Verninac fue representante francés en Suiza, después de lo cual se retiró del servicio diplomático. Charles Étienne Raymond Victor de Verninac, el único hijo de la pareja, nació en París el 19 de noviembre de 1803. El padre de Henriette falleció en noviembre de 1805. Su segundo hermano Henri murió en 1807 en la Batalla de Friedland. Cuando su madre, Victoire Oeben, falleció en 1814 se descubrió que la propiedad familiar estaba hipotecada en su totalidad, y su abogado les había estado robando. En lugar de tener un valor de 800,000 francos como se pensaba, la propiedad tenía una deuda de 175,000.
El matrimonio Verninac cuidó de Eugène Delacroix en 1814 después de la muerte de su madre. Delacroix conoció a su primer amor en la casa de Henriette. Su retrato de la joven inglesa Elisabeth Salter fue pintado en 1817. El pintor se encariñó de su sobrino, Charles, que era solo cinco años más joven que él. Cuando Charles llegó a París para asistir al Liceo Louis-le-Grand, Delacroix actuó como su tutor informal.

## Últimos años
El marido de Henriette murió el 23 de abril de 1822. Con el juicio sobre la propiedad de su padre todavía no resuelto, 
Henriette se arruinó y se vio forzada a trabajar para sobrevivir. Ofreció sus servicios como maestra a la casa de educación de la Legión de Honor.
Falleció en París en 1827. Delacroix se convirtió en dueño de la pintura de David. La guardó por el resto de su vida.